# Otilio Montaño Sánchez
Otilio Edmundo Montaño Sánchez fue un líder rebelde, docente y campesino de la Revolución mexicana. Nació en Villa de Ayala, Morelos, el 13 de diciembre de 1877.

## Maderismo
Hijo de Esteban Montaño Medina y de Guadalupe Sánchez Salgado, realizó sus estudios en Cuautla, Morelos. Fue profesor en las escuelas de Tepalcingo y de Jonacatepec y director de la escuela de Villa de Ayala; más tarde se trasladó a Yautepec, donde entró en contacto con Amador Salazar. En 1910 simpatizó con la candidatura de Francisco I. Madero, y en marzo de 1911 se unió al movimiento maderista encabezado por Pablo Torres Burgos y Emiliano Zapata, operando en la zona central del estado de Morelos, junto con Amador Salazar y Felipe Neri Jiménez.

## Zapatismo
Ante el rompimiento zapatista con Francisco I. Madero, permaneció fiel al movimiento morelense. Fue él quien redactó el Plan de Ayala, mismo que fue proclamado en noviembre de 1911 en Ayoxuxtla, Puebla. Tras el asesinato de Francisco I. Madero, Zapata le ordenó adaptar el Plan de Ayala para desconocer formalmente al gobierno de Victoriano Huerta. Fue miembro de la Junta Revolucionaria del Centro y Sur de la República, que en abril de 1913 se reunió para trazar las metas revolucionarias y reorganizar militarmente el alto mando del movimiento zapatista. En enero de 1914 fue comisionado al estado de Guerrero para firmar un tratado de adhesión a los postulados del Plan de Ayala con el general Julián Blanco. Posteriormente fue designado por Zapata para concurrir a la Convención de Aguascalientes, pero no pudo asistir por motivos de salud, nombrando en su lugar al periodista Paulino Martínez. En diciembre de 1914 acompañó al general Zapata, a su primera entrevista con el general Francisco Villa, en Xochimilco, Distrito Federal, pronunciando en esa ocasión un discurso de bienvenida. Del 15 de junio al 29 de julio de 1915 fue nombrado secretario de Instrucción Pública del gobierno convencionista de Francisco Lagos Cházaro. En noviembre de 1916 fue uno de los fundadores del Centro de Consulta para la Propaganda de Unificación Revolucionaria; en Tlaltizapán fue designado agente de dicho centro en Guerrero.

## Muerte
A principios de 1917 existía ya un cierto distanciamiento entre Montaño y Zapata, debido al rechazo y la oposición entre Manuel Palafox y Antonio Díaz Soto y Gama hacia Montaño; incluso comenzó a meditar sobre abandonar el movimiento. Se refugió, junto con Lorenzo Vázquez Herrera, en la población de Buenavista de Cuéllar, donde había una colonia de zapatistas furtivos, pero en mayo de 1917 estalló ahí una revuelta, debido a que los zapatistas marginados pedían el reconocimiento de Venustiano Carranza. Zapata ordenó sofocar el movimiento y Montaño fue acusado de haber sido su director intelectual. A pesar de haberse declarado inocente, fue enjuiciado y declarado culpable. El 18 de mayo escribió su testimonio político, en el que acusó a los políticos cercanos al general suriano de haberle fabricado un complot. Murió ejecutado el mismo día en la plaza principal de Tlaltizapán, Morelos.